# Miracle des Billettes
 (août 2023).
Si vous disposez d'ouvrages ou d'articles de référence ou si vous connaissez des sites web de qualité traitant du thème abordé ici, merci de compléter l'article en donnant les références utiles à sa vérifiabilité et en les liant à la section « Notes et références ».
Le Miracle des Billettes est une affaire d'accusation de profanation d'hosties qui aurait occasionné un miracle eucharistique. Il a donné lieu à la construction de la chapelle des Billettes et à la réalisation d'une fenêtre vitrail de l'Église Saint-Étienne-du-Mont à Paris. 

## Le miracle

### Le récit des évènements
Le récit[De qui ?] est qu'en 1290, une femme pauvre emprunte trente sous parisis à un usurier (qui se serait appelé Jonathas) de religion juive de la rue des Jardins en y déposant des habits en gage. N'ayant pas l'argent nécessaire, et souhaitant récupérer ses habits pour Pâques, elle les échange contre l'hostie consacrée de la communion qu'elle avait dissimulée sous sa langue.
Jonathas perce ensuite l'hostie à plusieurs reprises, ce qui l'aurait fait saigner, et finit par la faire cuire dans un chaudron. L'eau bouillante se serait transformée en bain de sang. Une voisine récupère l'hostie et la rapporte au curé. L'hostie miraculée sera conservée comme une relique dans l'église Saint-Jean-en-Grève jusqu'à la Révolution où elle disparut dans le tumulte.
Jonathas aurait été brûlé (il ne paraît toutefois pas certain que l’accusé ait été condamné à mort, certains textes évoquant une conversion), sa femme et ses enfants sont convertis au catholicisme. Leur maison est  rasée. En 1295, le pape Boniface VIII autorise la construction d'une chapelle à l'endroit du miracle : la chapelle des Billettes.
La seule réalité attestée serait qu’une personne juive, inculpée de profanation d’hostie, a bien été jugée à Paris en 1290.

### Diffusion et conséquences
Le plus ancien récit des évènements remonte à 1322. L’histoire est largement diffusée, à la fois par des écrits et des représentations iconographiques.
Selon le moine franciscain espagnol du XVe siècle Alfonso de Spina, (Alonso ou Alfonso, Alphonso, Spina ou Espina), (mort vers 1491) le miracle des Billettes serait à l’origine de l’expulsion de 1306. Cette interprétation est contredite par les affirmations des historiens qui attribuent cette expulsion à des besoins financiers pour permettre à Philippe le Bel le rétablissement de la bonne monnaie après les dévaluations dues au financement des guerres. À l'opposé, Jacques de Thérines (mort en 1321), dans Quodlibet I, 14 se sert de l'exemple du miracle des Billettes pour justifier la présence des juifs parmi les chrétiens car, quand ils portent atteinte au Christ, les miracles comme « l’exemple de l’eucharistie à Saint-Jean-en-Grève » permettait de renforcer la foi des chrétiens.
De grandes processions ont lieu avec les reliques du miracle (hostie ou le canif qui l'aurait percée) ont lieu, notamment en 1412 (40 000 personnes), 1415, 1418, 1444 (9 000 ou 10 000 personnes), 1534, 1538.
En souvenir du miracle, la rue des Jardins prit au XVe siècle le nom de « rue où Dieu-fut-Bouilli ».

## Représentations

### La fenêtre vitrail de l'Église Saint-Étienne-du-Mont

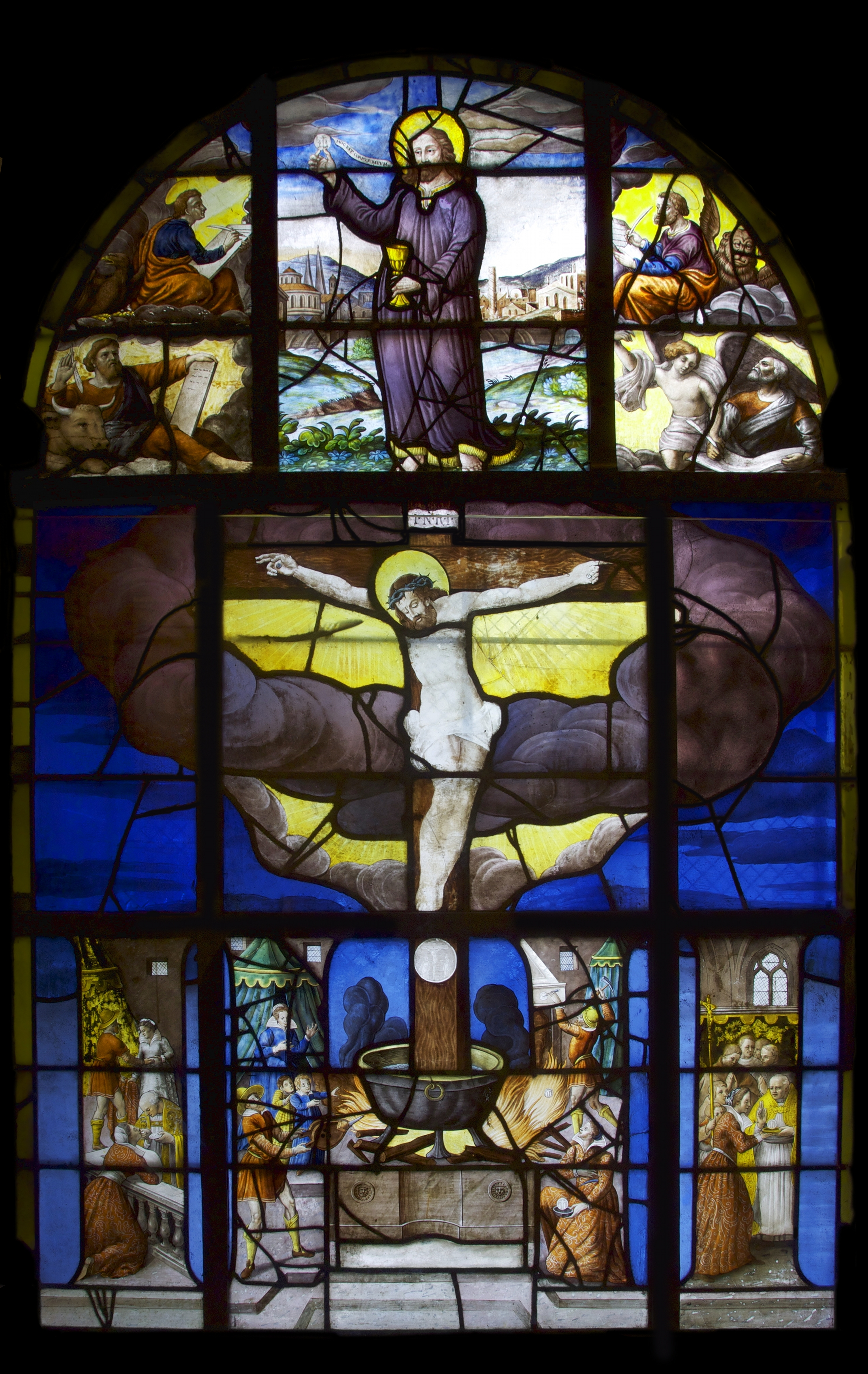
Fenêtre vitrail du miracle des Billettes dans la Chapelle des Cathéchismes de l'église Saint-Étienne-du-Mont de Paris

La fenêtre, située dans la Chapelle des Catéchismes, a été élaborée dans le premier quart du XVIIe siècle. La fenêtre en plein cintre se compose de deux scènes qui à l'origine n'étaient pas juxtaposées. La scène de la Crucifixion au milieu et au-dessus celle du Christ, présentant une hostie, appartenaient  à deux fenêtres différentes qui se trouvaient dans la chapelle Sainte Geneviève de l'église de Saint-Étienne-du-Mont.

### TableauLeMiracle de l'hostie profanée
Le Miracle de l'hostie profanée, une prédelle en six panneaux peinte par Paolo Uccello entre 1467 et 1469, évoque également le miracle des Billettes,.

### Sources
- Jean-Louis Schefer, L’Hostie profanée : Histoire d’une fiction théologique, Paris, P.O.L., 2007, 552 p. (ISBN 978-2846822084)
  - Article dédié : Andrea Martignoni, « Jean-Louis Schefer, L’Hostie profanée. Histoire d’une fiction théologique », Cahiers de recherches médiévales et humanistes,‎ 22 août 2008 (DOI 10.4000/crm.7803)